# روبن روبنوف
روبن غوکاسی روبنوف (ارمنی: Ռուբեն Ղուկասի Ռուբենով; روسی: Рубен Гукасович Рубенов؛ زاده ۱۸۹۴ - درگذشته ۱۹۳۷) سیاست‌مدار اهل ارمنستان شوروی بود. وی در سال ۱۹۳۷ در دوران پاکسازی بزرگ کشته شد.